# 坂田遼
坂田 遼（さかた りょう、1986年10月2日 - ）は、神奈川県横須賀市出身の元プロ野球選手（外野手）。右投左打。

## 経歴

### プロ入り前
出生は神奈川県横須賀市であるが、幼少時に北海道帯広市へ転居、同市立稲田小学校3年生の時に野球を始める。小学校4年生の時、横須賀に戻ってきて、久里浜小学校から神明中学校に通う、横須賀リトルリーグ、シニアで野球を続ける。
横浜創学館高等学校2年時に県高校野球秋季大会で優勝（当時は5番打者）。高橋徹と同期で、2学年後輩に秋山翔吾がいた。住まいを転々としているのは自衛官である父親の仕事の影響である。
高校卒業後函館大学へ進学、商学部ビジネス・アスリート専攻塾に所属。1年から4番を打ち、北海道六大学野球リーグで2年秋と4年春の2度、首位打者、ベストナイン4回。4年春は4番としてチーム39年ぶりの大学選手権出場に貢献し、初戦で勝利した。
2008年のNPBドラフト会議で、埼玉西武ライオンズから4巡目で指名。函館大学硬式野球部への在籍経験がある選手では初めて、NPBの球団から指名された。後に、契約金4500万円、年俸1000万円（金額は推定）で入団した。入団当初の背番号は31。なお、横浜創学館高校から八戸大学へ進学した秋山とは、2011年から再びチームメイトになっている。

### 西武時代
2009年、5月6日に不調の清水崇行と入れ替わりで初の一軍登録。当日の対東北楽天ゴールデンイーグルス戦に代打で登場し、プロ入り初出場。同月9日の対福岡ソフトバンクホークス戦では「7番・指名打者」として初のスタメン起用され、7回表に藤岡好明から左前適時打でプロ入り初安打・初打点。その後二軍落ちし、二軍では規定打席には届かなかったが3割以上の打率を残した。
2010年は、7月6日の対オリックス・バファローズ戦で木佐貫洋からプロ初本塁打、翌7日に2試合連続本塁打、7月11日の対楽天戦で2打席連続本塁打を記録するなどし、8本塁打・18打点。2011年は、自己最多の71試合に出場し、2本塁打・11打点、2012年は16試合の出場にとどまる。
2013年、5月19日の阪神タイガース戦で盗塁を試みた際に左肘を突いて左肩を脱臼し、出場選手登録を抹消され、8月の下旬に一軍に復帰し、53試合に出場、打率.289、6本塁打、34打点。
2014年、3月25日のイースタン・リーグの東京ヤクルトスワローズ戦の試合前練習中に左肩を脱臼し、4月18日に球団から東京都内の病院で手術を受けたと発表された。一軍出場なしに終わり、同年オフに「31だと怪我が多い」という理由で背番号を88へ変更。
2016年、オープン戦で打率4割とし開幕戦を初めてスタメンで出場するが、シーズン中盤は二軍落ちし、出場は45試合。
2018年、一軍公式戦への出場機会がないまま、10月4日に球団から戦力外通告を受け、10月5日に現役引退を表明した。10月15日付で、NPBから任意引退選手として公示。

### 引退後
西武の球団職員に転身。2019年シーズンから、二軍のスコアラーを務める。

## 人物
ニックネームは、チームメイトの中村剛也にかけて、「左のおかわり君」、またチームでは「アニキ」と呼ばれている。
かつて登場曲を平尾博嗣に勝手に「会いたかった」や「マル・マル・モリ・モリ!」などに変えられたことがあった。

## 詳細情報

### 年度別打撃成績
| 年 度    | 球 団    | 試 合 | 打 席 | 打 数 | 得 点 | 安 打 | 二 塁 打 | 三 塁 打 | 本 塁 打 | 塁 打 | 打 点 | 盗 塁 | 盗 塁 死 | 犠 打 | 犠 飛 | 四 球 | 敬 遠 | 死 球 | 三 振 | 併 殺 打 | 打 率 | 出 塁 率 | 長 打 率 | O P S |
| -------- | -------- | ----- | ----- | ----- | ----- | ----- | -------- | -------- | -------- | ----- | ----- | ----- | -------- | ----- | ----- | ----- | ----- | ----- | ----- | -------- | ----- | -------- | -------- | ----- |
| 2009     | 西武     | 5     | 13    | 10    | 2     | 1     | 0        | 0        | 0        | 1     | 2     | 0     | 0        | 0     | 0     | 2     | 0     | 1     | 3     | 1        | .100  | .308     | .100     | .408  |
| 2010     | 西武     | 39    | 114   | 91    | 18    | 19    | 4        | 0        | 8        | 47    | 18    | 0     | 0        | 2     | 0     | 15    | 0     | 6     | 37    | 2        | .209  | .357     | .516     | .874  |
| 2011     | 西武     | 71    | 214   | 202   | 20    | 47    | 10       | 1        | 2        | 65    | 11    | 0     | 0        | 0     | 2     | 8     | 0     | 2     | 42    | 3        | .233  | .266     | .322     | .588  |
| 2012     | 西武     | 16    | 50    | 44    | 4     | 10    | 0        | 0        | 0        | 10    | 3     | 0     | 0        | 2     | 0     | 4     | 0     | 0     | 12    | 1        | .227  | .292     | .227     | .519  |
| 2013     | 西武     | 53    | 195   | 180   | 17    | 52    | 11       | 0        | 6        | 81    | 34    | 1     | 2        | 0     | 1     | 13    | 1     | 1     | 39    | 7        | .289  | .338     | .450     | .788  |
| 2015     | 西武     | 15    | 42    | 41    | 0     | 6     | 2        | 0        | 0        | 8     | 1     | 0     | 0        | 0     | 0     | 1     | 0     | 0     | 10    | 1        | .146  | .167     | .195     | .362  |
| 2016     | 西武     | 45    | 161   | 151   | 16    | 37    | 8        | 1        | 3        | 56    | 26    | 0     | 0        | 0     | 2     | 8     | 0     | 0     | 22    | 5        | .245  | .280     | .371     | .650  |
| 2017     | 西武     | 11    | 19    | 16    | 2     | 7     | 0        | 0        | 2        | 13    | 4     | 0     | 0        | 0     | 0     | 3     | 0     | 0     | 8     | 0        | .438  | .526     | .813     | 1.339 |
| NPB：8年 | NPB：8年 | 255   | 808   | 735   | 79    | 179   | 35       | 2        | 21       | 281   | 99    | 1     | 2        | 4     | 5     | 54    | 1     | 10    | 173   | 20       | .244  | .302     | .382     | .685  |

### 年度別守備成績
| 年 度 | 球 団 | 外野  | 外野  | 外野  | 外野  | 外野  | 外野     |
| 年 度 | 球 団 | 試 合 | 刺 殺 | 補 殺 | 失 策 | 併 殺 | 守 備 率 |
| ----- | ----- | ----- | ----- | ----- | ----- | ----- | -------- |
| 2009  | 西武  | 1     | 0     | 0     | 0     | 0     | .000     |
| 2010  | 西武  | 30    | 54    | 2     | 0     | 0     | 1.000    |
| 2011  | 西武  | 58    | 87    | 1     | 3     | 0     | .967     |
| 2012  | 西武  | 16    | 32    | 1     | 0     | 1     | 1.000    |
| 2013  | 西武  | 49    | 83    | 1     | 2     | 0     | .977     |
| 2015  | 西武  | 12    | 17    | 0     | 0     | 0     | 1.000    |
| 2016  | 西武  | 38    | 78    | 1     | 2     | 0     | .975     |
| 2017  | 西武  | 6     | 5     | 0     | 0     | 0     | 1.000    |
| 通算  | 通算  | 211   | 356   | 6     | 7     | 1     | .981     |

### 記録
- 初出場：2009年5月6日、対東北楽天ゴールデンイーグルス6回戦（西武ドーム）、9回裏に野田浩輔の代打で出場
- 初打席：同上、9回裏にマーカス・グウィンから空振り三振
- 初先発出場：2009年5月9日、対福岡ソフトバンクホークス8回戦（福岡Yahoo! JAPANドーム）、「7番・指名打者」で先発出場
- 初安打・初打点：同上、7回表に藤岡好明から左前2点適時打
- 初本塁打：2010年7月6日、対オリックス・バファローズ10回戦（京セラドーム大阪）、2回表に木佐貫洋から右越3ラン
- 初盗塁：2013年5月19日、対阪神タイガース1回戦（西武ドーム）、3回裏に二盗（投手：能見篤史、捕手：藤井彰人）

### 背番号
- 31（2009年[2] - 2014年）
- 88（2015年[6] - 2018年）

### 登場曲
- 「ロッキーのテーマ」ビル・コンティ（2010年）
- 「BLUE BIRD」浜崎あゆみ（2010年7月 - 、通常時）
- 「チョコレイト・ディスコ」Perfume（2010年7月15日・第1打席）
- 「会いたかった」AKB48（2010年7月15日・第2打席、2010年7月27日）
- 「マル・マル・モリ・モリ!」薫と友樹、たまにムック。（2011年7月下旬 - 8月）
- 「蛍」Hilcrhyme（2012年）
- 「YAH YAH YAH」CHAGE and ASKA（2013年）[15]
- 「ff (フォルティシモ)」HOUND DOG（2013年、クライマックスシリーズ）
- 「Get Wild」TM NETWORK（2015年）